# Massakern inom den nepalesiska kungafamiljen

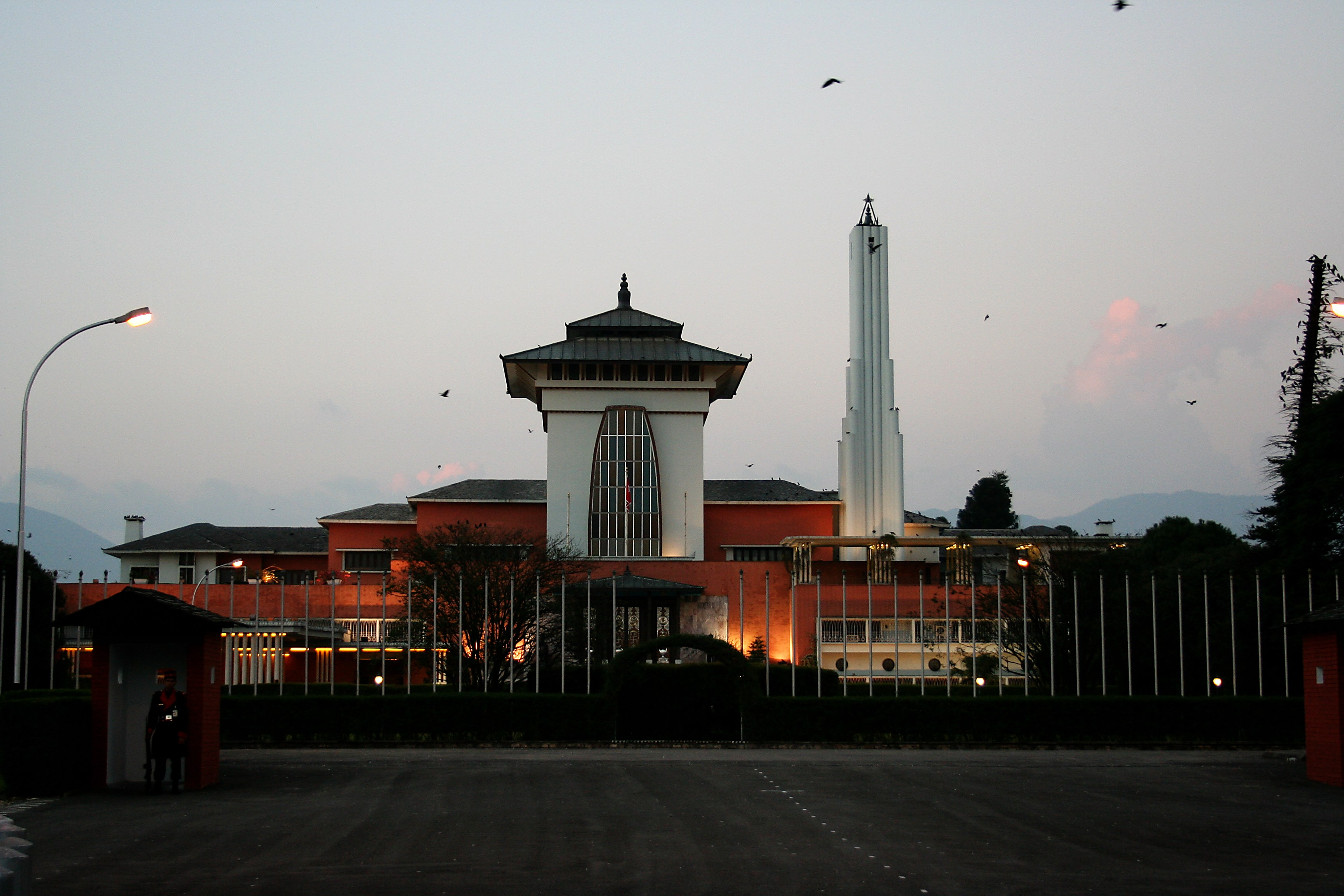
Det kungliga palatset Narayanhity, före detta hem till den kungliga familjen. Efter det att kungen abdikerat och Nepal blivit en republik har byggnaden blivit ett museum.

Massakern inom den nepalesiska kungafamiljen ägde rum fredagen den 1 juni 2001 i ett hus på det kungliga palatset Narayanhitys ägor, det dåvarande residenset för den nepalesiska kungafamiljen. Nio medlemmar av kungafamiljen dödades, bland dem kung Birendra av Nepal och drottning Aishwarya. En utredning visade att gärningsmannen var kronprins Dipendra av Nepal, som även han avled efter att ha skjutit sig själv. Prins Dipendra blev de jure Nepals kung efter sin faders död, och dog medan han befann sig i koma tre dagar efter händelsen. Gyanendra av Nepal blev sedermera kung. 

## Överblick över händelserna
Enligt rapporter hade Dipendra druckit mycket och betett sig illa på en familjesammankomst, vilket hade resulterat i att hans far, kungen Birendra, sade till sin son att lämna festen. Den onyktre Dipendra togs till sitt rum av sin bror Nirajan och sin kusin Paras.
En timme senare återvände Dipendra till festen, med två vapen (en HKMP5 och ett M16) och sköt ett skott i taket innan han riktade vapnet mot sin far, kung Birendra. Några sekunder senare sköt Dipendra en av sina kvinnliga släktingar. Sen sköt han sin farbror Dhirendra i bröstet när denne försökte stoppa Dipendra. Under beskjutningen lyckades prins Paras rädda minst tre personer ur den kungliga familjen, däribland två barn, men skadades lätt när han gjorde detta.
Under attacken sprang Dipendra in och ut ur rummet och avfyrade vapnet varje gång. Hans mor, drottning Aishwarya, som kom in i rummet när det första skottet hade avlossats, lämnade snabbt rummet för att söka hjälp.
Dipendras mor Aishwarya och hans bror Nirajan konfronterade honom i palatsets trädgård, där båda sköts ihjäl. Sedan begick Dipendra självmord genom att skjuta sig själv.

## Massakerns offer

### Dödade
- Kung Birendra av Nepal, far
- Drottning Aishwarya, mor
- Prins (senare kung) Dipendra av Nepal, gärningsman
- Prins Nirajan av Nepal, bror
- Prinsessan Shruti av Nepal, syster
- (Prins) Dhirendra, kung Birendras bror som hade avsagt sig sin kungatitel
- Prinsessan Jayanti, kung Birendras kusin
- Prinsessan Shanti, kung Birendras syster
- Prinsessan Sharada, kung Birendras syster
- Kumar Khadga, prinsessan Sharadas make

### Skadade
- Prinsessan Shova, kung Birendras syster
- Kumar Gorakh, prinsessan Shrutis make
- Prinsessan Komal, prins (numera före detta kung) Gyanendras hustru och före detta drottning
- (Prinsessan) Ketaki Chester, kung Birendras kusin som hade avsagt sig sin titel
- Prins Paras, kronprins och son till Gyanendra

## Efterspel
Dipendra utsågs till kung medan han befann sig i koma, men dog den 4 juni 2001 efter tre dagar. Gyanendra av Nepal utsågs sedan till regent och besteg, sedan Dipendra dött, tronen som kung. 
Medan Dipendra var i livet, hävdade Gyanendra att dödandet var en följd av ett "vådaskott från ett automatvapen". Senare sade han dock att han hade hävdat det på grund av "lagliga och konstitutionella hinder", eftersom Dipendra inte hade kunnat dömas för mord enligt konstitutionen och traditionen om han överlevt. En fullständig utredning genomfördes, och kronprins Dipendra utsågs som skyldig till massakern. 
Enligt ett cirkulerande rykte ska prins Dipendra ha blivit arg på grund av en äktenskapstvist.
En kommitté bestående av två personer, en av dem Taranath Ranabhat (talesperson för representationshuset), tog itu med utredningen av massakern. Utredningen drog, efter att man intervjuat hundratals personer, bland andra ögonvittnen, tjänstemän på palatset, vakter och annan personal, slutsatsen att Dipendra hade genomfört massakern.
På sikt kom massakern att undergräva den aktning som det nepalesiska folket tidigare haft för den kungliga familjen och mer kritik riktades mot kungafamiljens förehavanden. Gyanedras regeringstid blev kontroversiell och hans enväldiga styre och hans avskaffande av parlamentet resulterade i demokratirörelsen i Nepal 2006 som i förlängningen ledde till monarkins avskaffande 2008.